# Llanrhystud

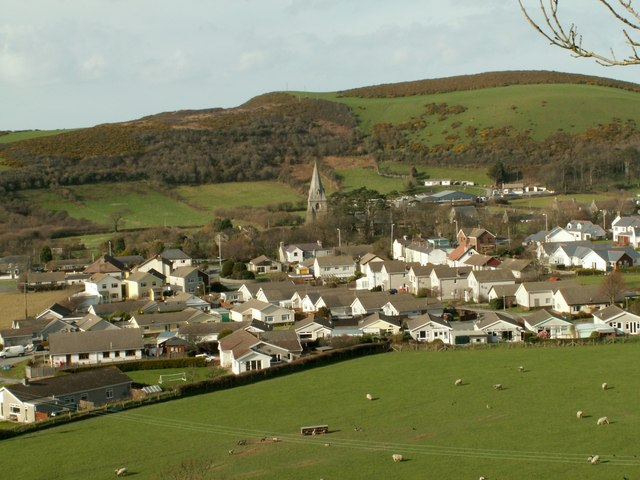
2007

Llanrhystud ist eine Gemeinde an der Küste in Ceredigion, Wales. Sie liegt an der A487 etwa 14 km südlich von Aberystwyth. Zu ihr gehört die Ortschaft Llanddeiniol.
Zu den Sehenswürdigkeiten zählt das Gaer Penrhôs Hillfort. An der Landstraße nach Llanddeiniol malte Meic Stephens 1963 den ikonischen Slogan Cofiwch Dryweryn.